# 925. pr. Kr.
◄ | 11. stoljeće pr. Kr. | 10. stoljeće pr. Kr. | 9. stoljeće pr. Kr. | ►
◄ | 950-ih pr. Kr. | 940-ih pr. Kr. | 930-ih pr. Kr. | 920-ih pr. Kr. | 910-ih pr. Kr. | 900-ih pr. Kr. | 890-ih pr. Kr. | ►
◄◄ | ◄ | 928. pr. Kr. | 927. pr. Kr. | 926. pr. Kr. | 925 pr. Kr. | 924. pr. Kr. | 923. pr. Kr. | 922. pr. Kr. | ► | ►►
Astronomija

## Događaji
- Roboam, nasljeđuje na izraelskom prijestolju oca, kralja Salomona. Sjeverna plemena na čelu s Jeroboamom pobunju se protiv novog kralja i osnivaju zasebno kraljevstvo Izrael.